# Altes Schloss (Banská Štiavnica)
Das Alte Schloss (slowakisch Starý zámok), auch als Stadtburg Banská Štiavnica (slowakisch Mestský hrad v Banskej Štiavnici) bezeichnet, ist eine Festung in der mittelslowakischen Stadt Banská Štiavnica (deutsch Schemnitz). Es liegt in der Stadtmitte am Hang des Bergs Paradajs auf ungefähr 630 m n.m. und entstand gegen die Wende des 15. und 16. Jahrhunderts durch Umbau und Befestigung der vorherigen Pfarrkirche.
Das Schloss ist eine der Dominanten der Stadt und Sitz des Slowakischen Bergwerkmuseums.

## Geschichte

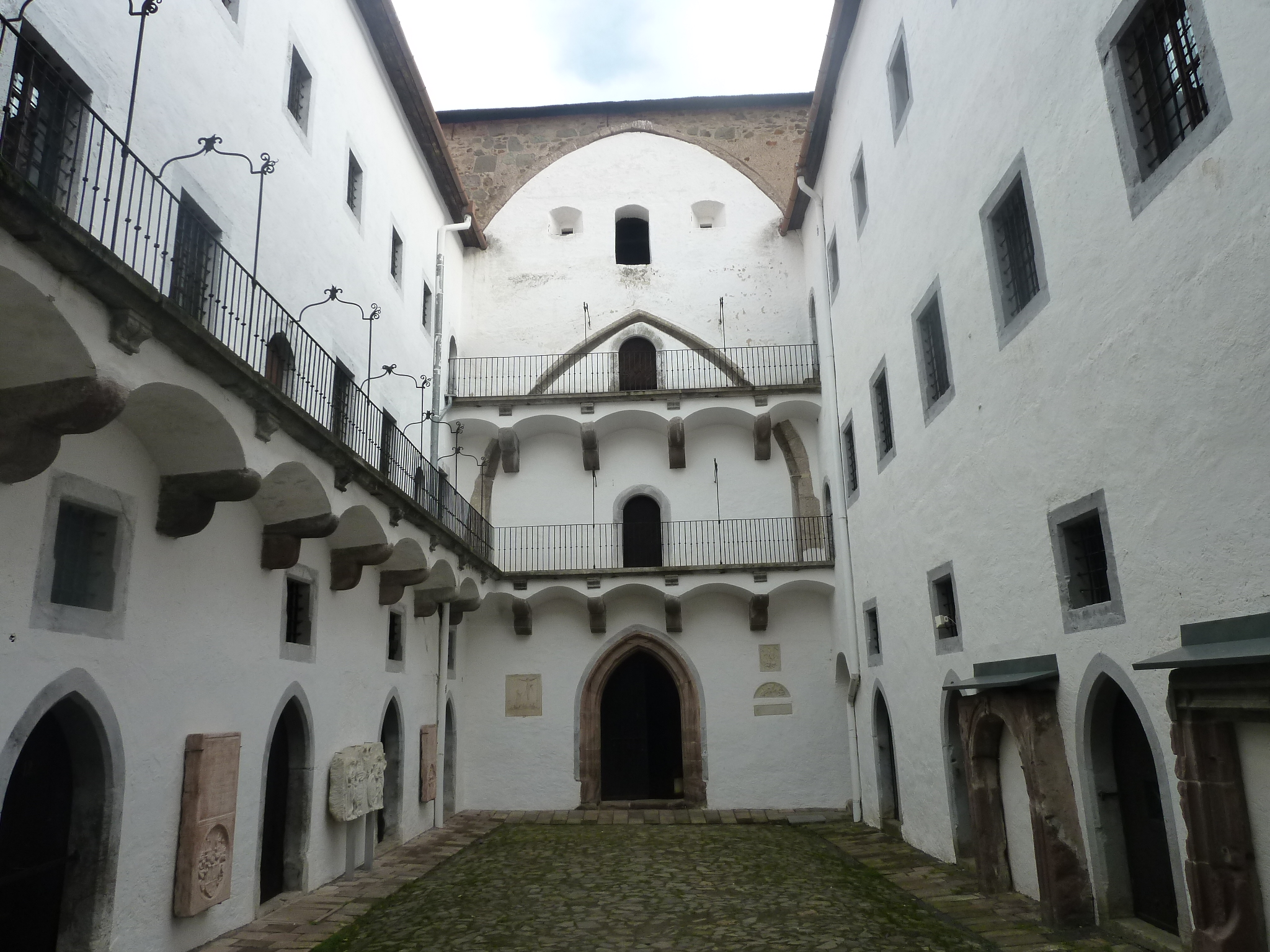
Innenhof der Festung

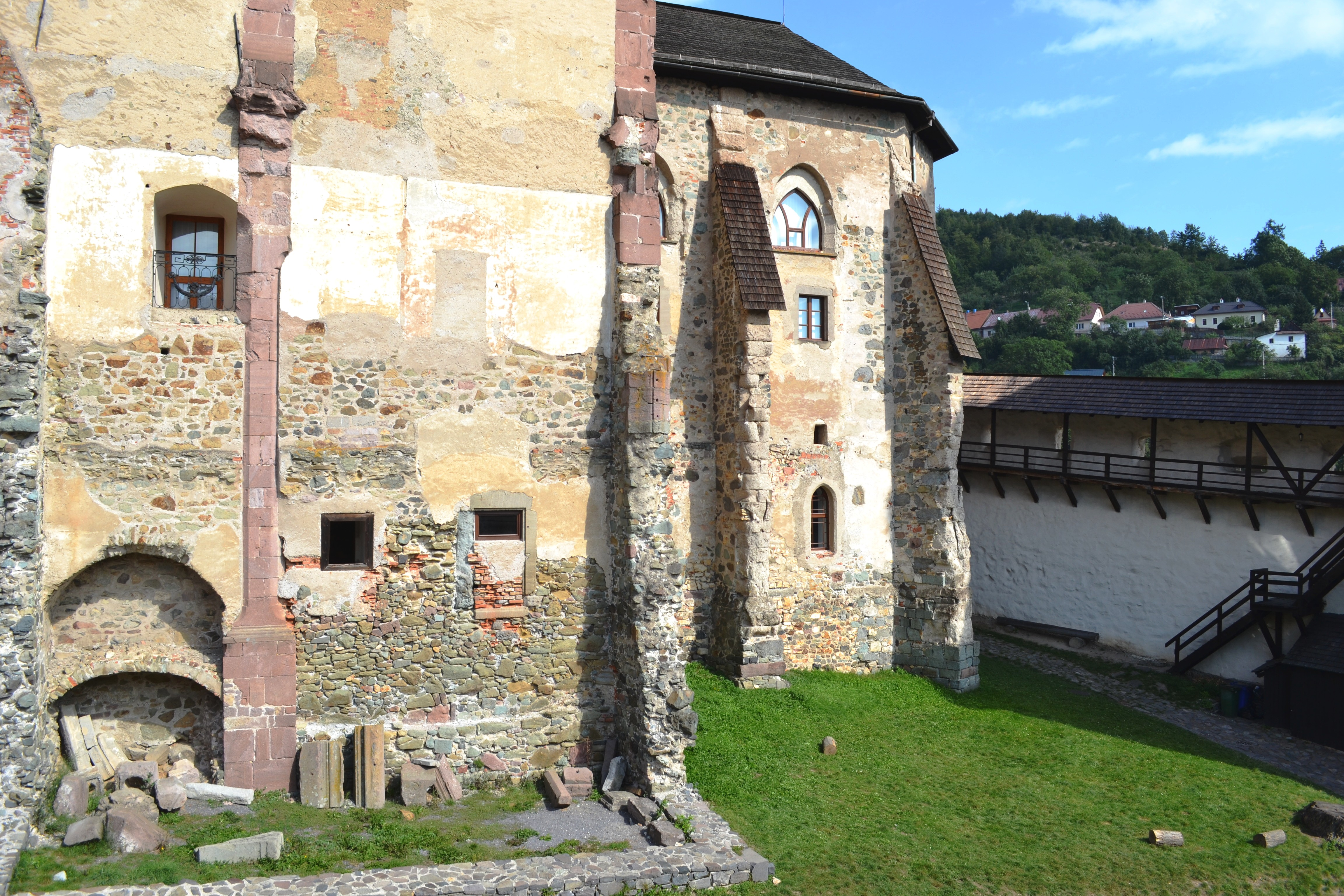
Kapelle und Außenmauer (rechts)

Der Kern der späteren Festung ist die Jungfrau-Maria-Kirche, eine dreischiffige romanische Basilika mit einem westlich orientierten Turm aus dem frühen 13. Jahrhundert. Nach einem starken Erdbeben im Jahr 1443 wurde die Kirche mehrmals umgebaut und zwischen 1492 und 1515 in einem größeren Umfang befestigt. Bei den Bauarbeiten wurden das Beinhaus St. Michael, ebenfalls aus dem 13. Jahrhundert sowie der Wohnturm Himmelreich aus dem 14. Jahrhundert in den neuen Bau eingegliedert. Schon damals erhielt die Kirche Bastionen und Schießscharten. Als die Osmanen das damalige Königreich Ungarn nach der Schlacht bei Mohács im Jahr 1526 zu großen Teilen besetzten, beschloss man, die gerade umgebaute Kirche noch hastig zu befestigen. Bei diesen Arbeiten wurde das Gewölbe der Kirche abgetragen und die Kirche zum vierflügeligen Palastbau mit einem Innenhof, der das Hauptschiff der Kirche ersetzte. Die vorherige Kirche wurde um ein Stockwerk erhöht und mit Ecktürmen versehen.
Weitere Arbeiten fanden in den 1560er Jahren statt und der letzte größere Umbau im Jahr 1777, der hauptsächlich aus der barocken Neugestaltung des Eingangsturms bestand. Als die Funktion als Festung im 19. Jahrhundert verschwand, wurden der Gebäudekomplex sowie dessen Teile zu verschiedenen Zwecken verwendet: für die Bedürfnisse der Stadtpolizei, als Stadtarchiv, Bücherei, Turnhalle, aber auch als Eishaus für Metzger. Am 1. Juli 1900 wurde das Alte Schloss Sitz des Städtischen Museums und seit 1950 ist es ein nationales Kulturdenkmal.

## Heutiger Zustand

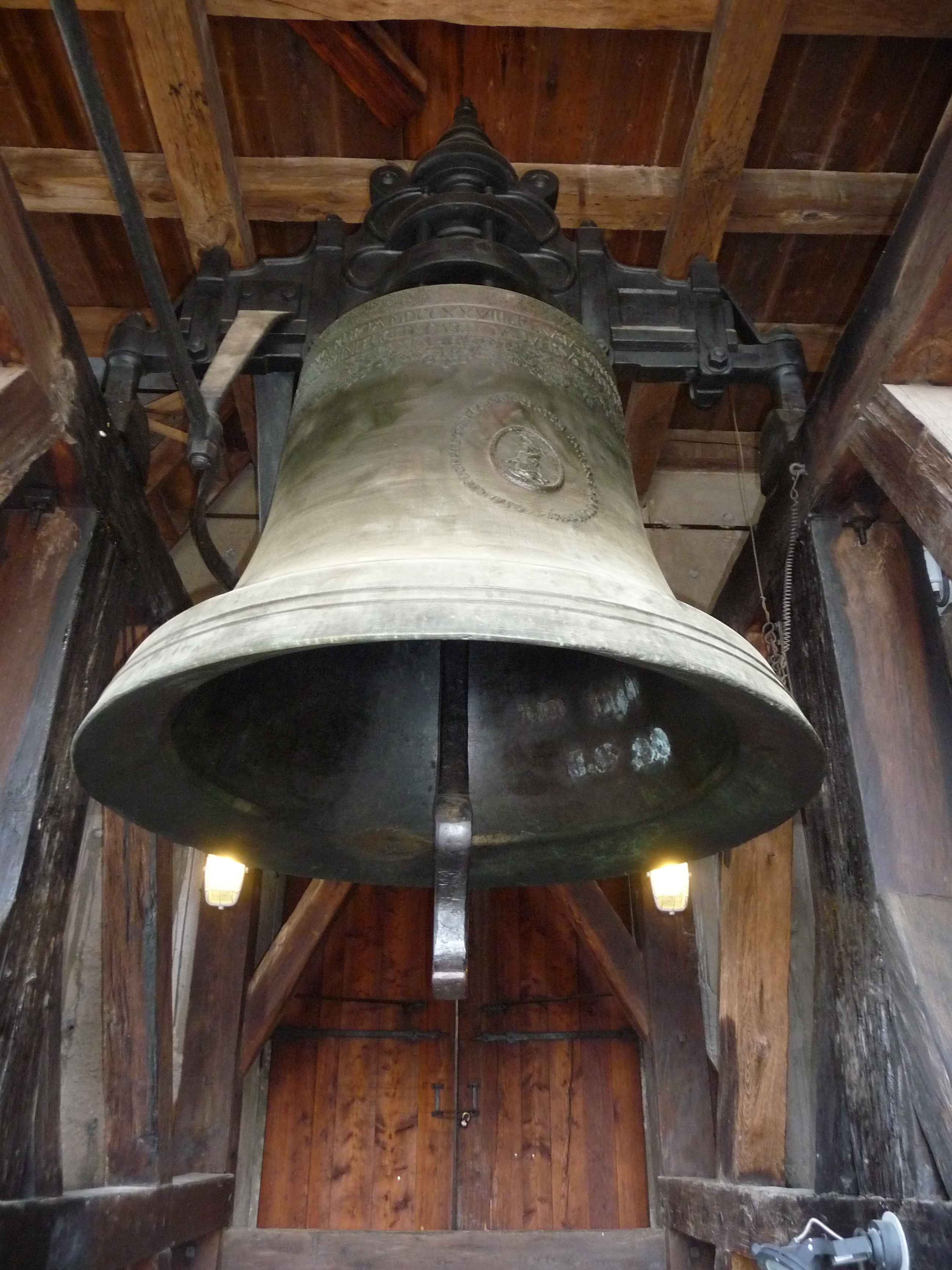
Große Glocke im Eingangsturm

Da die Festung nach dem Umbau im 16. Jahrhundert weder von osmanischen noch von anderen Truppen angegriffen wurde, blieb sie, abgesehen vom Eingangsturm, im ursprünglichen Zustand. Heute beherbergt die Festung das Slowakische Bergbaumuseum mit archäologischer Ausstellung, einen Nachbau eines spätgotischen Altars von Meister M S, Pfeife- und Schmiedewerkstatt, Uhrenausstellung, Ausstellungen der Barockplastik und Schützenscheiben sowie einer mittelalterlichen Folterkammer. Des Weiteren finden im Sommer Kulturprogramme und Theateraufführungen statt.